# 브리지 (스튜디오)
브리지(Bridge, 일본어: 株式会社ブリッジ)는 일본의 애니메이션 제작사이다. 2007년에 선라이즈의 전 직원에 의해 설립되었다.

## 작품

### 텔레비전 애니메이션
- 쓰리몬
- 쓰리몬 중량중!
- DEVIL SURVIVOR 2 the ANIMATION
- 노부나건
- 페어리 테일(제2기)
- 플라워링 하트
- 성전 케르베로스 용각의 파타리테
- 왕실교사 하이네
- 유희왕 SEVENS
- 무능한 나나
- 샤먼킹
- 유희왕 고 러시!!
- 샤먼킹 플라워즈
- 배드 걸

### 극장 애니메이션
- 케로로 더 무비: 케로로 VS 케로로 천공대결전
- 케로로 더 무비: 드래곤 워리어
- 케로로 더 무비: 기적의 사차원섬

### Web 애니메이션
- 일본 애니메(이터) 견본시